# Championnat d'Europe féminin de rink hockey 2011
Navigation
Championnat d'Europe féminin 2009 Championnat d'Europe féminin 2013

Le championnat d'Europe de rink hockey féminin 2011 s'est déroulé du 25 et le 29 octobre 2011 dans la salle Alfred-Henckels de 700 places de Wuppertal en Allemagne. Dans ce championnat évolue les équipes nationales féminines de rink hockey de cinq nations européennes. 2500 spectateurs ont assisté au championnat soit une moyenne de 250 spectateurs par matchs. Le match qui a vu s'affronter l'Espagne à l'Allemagne s'est déroulé à guichet fermé.

## Résultats
| Résultats |  |     |      |     |     |
| Espagne   |  | 4-1 | 10-1 | 4-2 | 3-0 |
| France    |  |     | 10-0 | 2-4 | 2-5 |
| Suisse    |  |     |      | 1-7 | 3-7 |
| Portugal  |  |     |      |     | 3-3 |
| Allemagne |  |     |      |     |     |

## Classement final
| Champion d'Europe 2011 de rink hockey féminin |
| --------------------------------------------- |
| Espagne Troisième titre                       |

| Place     |
| --------- |
| Espagne   |
| Portugal  |
| Allemagne |
| 4 France  |
| 5 Suisse  |